# 那派龍屬
那派龍（屬名：Napaisaurus）是一屬禽龍類的鳥腳類恐龍，化石來自中國廣西的下白堊紀地層新隆組（或稱那派組），是於2020年發現的接近完整的右髂骨和缺少遠端的部分坐骨。模式種廣西那派龍（Napaisaurus guangxiensis）於2021年命名、發表。那派龍具有的獨特特徵包含：髖臼後突橫向大幅內擴，並於腹面構成寬短板；坐骨柄關節面寬大，表面內凹；坐骨的髂柄橫向往末端明顯增厚，末端關節面強烈突出。以上形態組合顯示出基礎禽龍類的鑑定特徵，但又與其他已知禽龍類物種有所不同而建立新屬。那派龍目前是首個在中國南方發現的基礎禽龍類，不僅豐富了扶綏盆地當地早白堊世恐龍動物群的多樣性，也為探討該時期中國北方與南方泰國等地恐龍動物群之間的關聯性提供了新的資訊。